# Bill Cormann Giessen
Bill Cormann Giessen (* 8. Juni 1932 in Pittsburgh; † 25. März 2010 in Boston) war ein US-amerikanischer Physiker, Unternehmer und Hochschullehrer in Boston.

## Leben
Giessens Vater Ernst Giessen entstammte einer preußischen Beamtenfamilie aus dem Rheinland. Er sollte Offizier werden und kam auf die Hauptkadettenanstalt. Der ältere Bruder von Ernst Giessen fiel in den letzten Tagen des Ersten Weltkriegs als 17-jähriger Fahnenjunker an der Westfront. Da die Kadettenanstalten nach dem Friedensvertrag von Versailles aufgelöst wurden, legte Ernst Giessen ein ziviles Abitur in Köln ab. An der RWTH Aachen studierte er Maschinenbau. Als Diplom-Ingenieur fand er Ende der 1920er Jahre die erste Anstellung in Posen. Dort lernte er die studierte Juristin Gustel Cormann kennen, eine Tochter des Stettiner OLG-Präsidenten Paul Cormann. Die beiden heirateten bald. Ernst Giessen sah in der wirtschaftlichen und politischen Not der Weimarer Republik keine berufliche Zukunft. Mit seiner Frau emigrierte er nach Pittsburgh; aber die Weltwirtschaftskrise erreichte auch das Zentrum der amerikanischen Stahl- und Schwerindustrie. Ernst Giessens schwierige Lage besserte sich erst, als er mit einem amerikanischen Partner die Alleinvertretung für die Mannesmannröhren-Werke übernahm; denn die Röhren hatten keine Schweißnaht und waren allen Konkurrenzprodukten weit überlegen. Dennoch war Gustel Cormann Giessen – intelligent, zart und sehr musisch veranlagt – in Amerika sehr unglücklich. Sie litt unter den schwierigen wirtschaftlichen Bedingungen. Als sie Bill im Juni 1932 zur Welt brachte, kam ihre Schwester aus Deutschland nach. Gertrud, älter und energisch, übernahm die Führung des Haushalts; die Dreiecksbeziehung funktionierte aber nicht. Nach 18 Monaten wurde die Rückkehr nach Deutschland beschlossen. Die beiden Frauen reisten mit dem kleinen Bill heim ins „Neue Reich“. Ernst Giessen, von seinem Partner aus dem Geschäft gedrängt, blieb noch ein Jahr in Pittsburgh. Sein Schwiegervater Paul Cormann war von den Nationalsozialisten in den Ruhestand gezwungen worden und hatte sich in Wiesbaden angesiedelt.

### Kindheit und Jugend
Im großbürgerlichen Haus seines Großvaters Paul Cormann verbrachte Bill Giessen eine glückliche frühe Kindheit. Der Vater fand eine gute Anstellung bei der Degussa in Köln und wurde als Direktor im Zweiten Weltkrieg unabkömmlich gestellt. Die Operation Millennium erzwang 1942 einen neuerlichen Umzug. Die Großeltern und Tante Gertrud zogen mit Bill nach Idar-Oberstein. Paul Cormanns Frau stammte aus einer wohlhabenden jüdischen Familie von Obersteiner Perlenhändlern, die früher in allen europäischen Handelsmetropolen Niederlassungen unterhalten hatte. Um nicht aufzufallen, musste Bill dem Deutschen Jungvolk beitreten. In der Operation Undertone wurde er von einem ehemaligen Unteroffizier nach Hause geschickt. Nach der Kapitulation der Wehrmacht zog die Familie nach Frankfurt am Main. Zeitlebens bezeichnete Bill Giessen die Stadt als seine „echte“ Heimat. Schon früh von Chemie, Physik und Mathematik angezogen, immatrikulierte er sich auf Empfehlung seines Großvaters  an der Eberhard Karls Universität Tübingen. 1951 wurde er im Corps Franconia Tübingen aktiv. Mensuren fielen ihm als Linkshänder nicht leicht. Das Biertrinken machte ihm keinen Spaß. Als Inaktiver wechselte er an die Universität Innsbruck, die Johann Wolfgang Goethe-Universität Frankfurt am Main (Vordiplom) und die Georg-August-Universität Göttingen. Mit einer metallurgischen Doktorarbeit bei Peter Haasen wurde er 1958 in Göttingen zum Dr. rer. nat. promoviert. Sein Doktorvater vermittelte ihm eine Anstellung als Postdoktorand am Massachusetts Institute of Technology. Am MIT lernte er seine spätere Frau Mary Carolyn Burns kennen. Mit ihr und der Tochter Nora in Boston gebunden, musste Giessen den Göttinger Ruf auf den Lehrstuhl seines emeritierten Doktorvaters ablehnen.

### Boston
Da das MIT keine Hausberufungen vornimmt, folgte Bill Giessen 1968 dem Ruf der Northeastern University. Am  Chemischen Institut wirkte er 40 Jahre. 1973 atand er dem Komitee vor, das die Gründung des Barnett Instituts für Analytische Chemie beschloss. Es wurde zu einer der weltweit führenden Forschungsinstitutionen in der Analytischen Chemie und Biologie. Mit Industriepartnern im Großraum Boston wurde die Biotechnologie als weiterer Schwerpunkt etabliert. Als stellvertretender Direktor des Barnett-Instituts vertrat Giessen die Materialwissenschaft und Werkstofftechnik. 1978 gründete er die Cambridge Analytical. Als eine der ersten Privatorganisationen in den USA untersuchte das Unternehmen Umweltproben. Das Unternehmen hatte 110 Mitarbeiter und machte einen Jahresumsatz von 11 Millionen Dollar. Giessen führte das Unternehmen bis zum Verkauf (1989). In den letzten 15 Jahren widmete er sich der Chemometrik und der Bestimmung von Börsenbewegungen auf Grundlage von naturwissenschaftlichen Algorithmen. Der erste Mitarbeiter seiner Forschungsgruppe wurde 2008 promoviert. Von den Studenten in Boston wurde er wiederholt zu einem der beliebtesten Hochschullehrer gewählt. Er verzeichnete 225 Publikationen und 15 Patente. In Arlington (Massachusetts) ansässig, sollte er im Juni 2010 mit 78 Jahren emeritiert werden. Er starb drei Monate vorher auf der Intensivstation eines Bostoner Krankenhauses. Die Kinder seiner Tochter Nora sind Fredrike und Bruno Giron-Giessen.

### Verständigung
Von der Zeit des Nationalsozialismus gezeichnet und eingedenk der in deutschem Namen begangenen Verbrechen, bemühte sich Bill Giessen um die Verständigung von Deutschamerikanern und Juden in den Vereinigten Staaten. Er engagierte sich in einer Jewish-German Dialogue Group mit Holocaust-Überlebenden und jungen Deutschen. Er gründete die Gustel Cormann Stiftung und finanzierte die alljährliche Salomon Morton Memorial Lecture zur Geschichte des Holocaust. Zu Ehren seiner Mutter Gustel Cormann Giessen stiftete er 1997 den Gideon-Klein-Preis.

### Ehrungen
Für seine bahnbrechenden Forschungen in den Materialwissenschaften und besonders in der Halbleitertechnik verlieh ihm
The Minerals, Metals & Materials Society 1990 den nach William Hume-Rothery benannten Preis. Cormann Giessen wurde in American Men and Women of Science aufgenommen.